# جون إيغر هوارد
جون إيغر هوارد هو سياسي أمريكي، ولد في 4 يونيو 1752 في مقاطعة بالتيمور في الولايات المتحدة، وتوفي بنفس المكان في 12 أكتوبر 1827. نشط حزبياً في الحزب الفيدرالي الأمريكي.

## مناصب
- انتخب عضو مجلس الشيوخ الأمريكي [الإنجليزية]‏ عن دائرة مقعد ماريلند من الفئة أ في مجلس الشيوخ ‏ وقد انضم خلال فترته النيابية [الإنجليزية]‏ (4 مارس 1801 – 4 مارس 1803) للكتلة البرلمانية الحزب الفيدرالي الأمريكي.
- انتخب عضو مجلس الشيوخ الأمريكي [الإنجليزية]‏ عن دائرة مقعد ماريلند من الفئة أ في مجلس الشيوخ ‏ وقد انضم خلال فترته النيابية [الإنجليزية]‏ (4 مارس 1799 – 4 مارس 1801) للكتلة البرلمانية الحزب الفيدرالي الأمريكي.
- انتخب عضو مجلس الشيوخ الأمريكي [الإنجليزية]‏ عن دائرة مقعد ماريلند من الفئة أ في مجلس الشيوخ ‏ وقد انضم خلال فترته النيابية [الإنجليزية]‏ (4 مارس 1797 – 4 مارس 1799) للكتلة البرلمانية الحزب الفيدرالي الأمريكي.
- انتخب عضو مجلس الشيوخ الأمريكي [الإنجليزية]‏ عن دائرة مقعد ماريلند من الفئة أ في مجلس الشيوخ ‏ وقد انضم خلال فترته النيابية [الإنجليزية]‏ (30 نوفمبر 1796 – 4 مارس 1797) للكتلة البرلمانية الحزب الفيدرالي الأمريكي.
- انتخب حاكم ماريلاند [الإنجليزية]‏ (24 نوفمبر 1788 – 14 نوفمبر 1791).
- انتخب عضو مجلس الشيوخ الأمريكي [الإنجليزية]‏ (30 نوفمبر 1796 – 3 مارس 1803).